# Ring of Honor
La Ring of Honor è una federazione di wrestling statunitense con sede nella città di Jacksonville. È stata fondata nel 2002 da Rob Feinstein, in seguito ceduta a Cary Silkin nel 2004 e nel 2011 è diventata poi proprietà del Sinclair Broadcast Group fino al 2022, anno in cui è stata acquisita da Tony Khan.
Per tutti gli anni che vanno dal 2010 al 2019, la ROH è stata considerata la terza promotion di wrestling più grande negli USA, dietro la WWE e la Total Nonstop Action Wrestling, inizialmente basandosi prettamente su un modello di distribuzione su internet. Sotto la proprietà di Sinclair, la ROH ha avviato accordi di condivisione di talenti con compagnie di wrestling al di fuori degli USA, espandendo la sua visibilità televisiva attraverso le stazioni di broadcasting di Sinclair, e infine dando vita al suo servizio di streaming chiamato Honor Club nel 2018. Ma il 2019 ha visto la nascita e la seguente fama della All Elite Wrestling (AEW) che, con un ampio sostegno finanziario, un importante contratto televisivo in America e la possibilità di usare arene migliori, ha causato una diminuzione della popolarità della ROH. Dopo che un accordo è stato raggiunto nel marzo del 2022, la ROH è stata ufficialmente venduta al fondatore, co-proprietario, presidente e CEO della AEW Tony Khan due mesi dopo.

## Storia
Nell'aprile del 2001, la compagnia di distribuzione di video di pro wrestling RF Video aveva bisogno di una nuova promozione per portare avanti le vendite video quando la Extreme Championship Wrestling cessò l’attività e fu comprata dalla WWE. La RF Video registrò anche eventi tenuti da altre promozioni di wrestling meno famose; le vendette attraverso il suo catalogo e il suo sito. Dopo mesi di prove per raggiungere un accordo con la Combat Zone Wrestling, il proprietario della RF Video, Rob Feinstein, decise di riempire il vuoto lasciato dalla ECW aprendo la sua promozione di pro wrestling e distribuendo i suoi prodotti fatti per DVD/VHS esclusivamente tramite RF Video. Il primo evento, intitolato The Era of Honor Begins, si è svolto il 23 febbraio 2002 a Filadelfia. Ha previsto 9 match, incluso Eddie Guerrero contro Super Crazy per il IWA Intercontinental Heavyweight Championship e un triple threat match fra Christopher Daniels, Bryan Danielson e Low Ki (che sarebbero stati riconosciuti come i “padri fondatori della ROH”). Nel primo anno di vita, la Ring of Honor si è limitata a tenere live events in un numero limitato di luoghi e città (principalmente negli Stati Uniti nord orientali). Dieci show si svolsero in Filadelfia, due a Wakefield, Massachusetts; uno a Pittsburgh, Pennsylvania e uno a Queens, New York. Nel 2003, la ROH si espanse in altre aree degli USA, inclusi Ohio, New Jersey, Connecticut e Maryland. In Florida, la ROH ha supportato la Full Impact Pro, che sarebbe servita come promozione gemella fino al 2009. Iniziò anche a costruire la propria identità internazionale co-promuovendo un evento con la Frontier Wrestling Alliance a Londra, Inghilterra il 17 maggio 2003.
Feinstein lasciò nel 2004 e molti wrestler come AJ Styles e Samoa Joe si trasferirono alla Total Nonstop Action Wrestling.
Fu nel 2007 che la ROH cominciò i suoi primi rapporti di collaborazione con altre federazioni come la Full Impact Pro e le giapponesi Pro Wrestling Noah e Dragon Gate, e questo portò al primo tour fuori dal territorio statunitense.
Fu in seguito lanciato il primo show settimanale della ROH, chiamato Ring of Honor Wrestling, e l'espansione è continuata grazie a proficue collaborazioni con la Pro Wrestling Guerrilla e soprattutto la New Japan Pro-Wrestling.
Nel 2018 i wrestler Cody Rhodes e gli Young Bucks hanno prodotto All In, considerato uno dei migliori show di wrestling dei tempi moderni a non essere prodotto dalla WWE. Ciò ha portato i tre a lasciare la ROH agli inizi dell'anno seguente per concentrarsi sulla nuova federazione da loro fondata, la All Elite Wrestling.

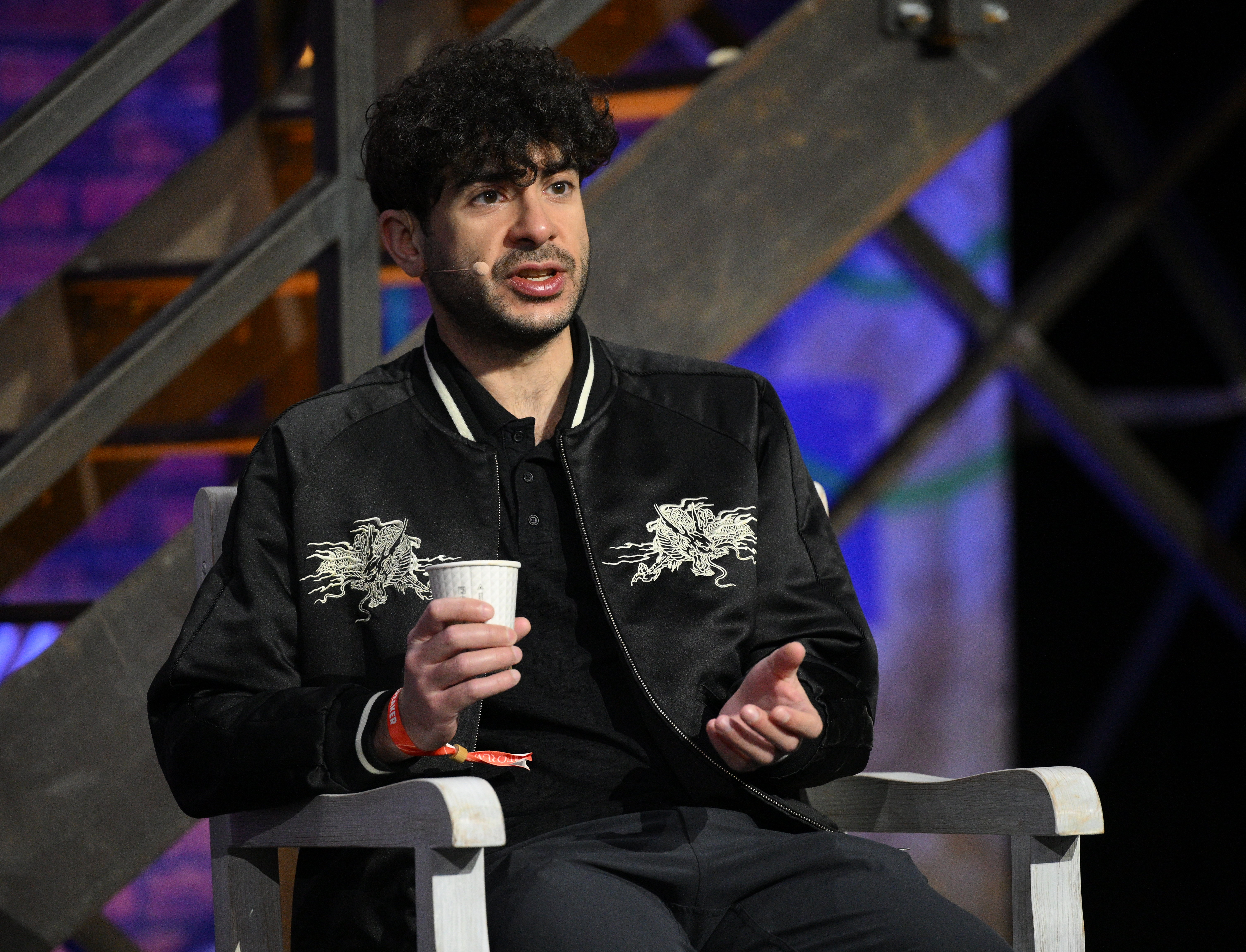
Tony Khan, proprietario della federazione dal 2022

La ROH ha risposto mantenendo sotto contratto Marty Scurll, e rendendolo il più pagato del roster oltre che capo booker , ma il wrestler inglese ha poi lasciato dopo le accuse di violenze dovute al movimento noto poi come Speaking Out Movement.
Come molte altre federazioni la ROH ha subito il tracollo dovuto alla pandemia di COVID-19 tornando ad avere un pubblico presente soltanto all'evento Best in the World nel luglio 2021.
A ottobre dello stesso anno la federazione ha annunciato un periodo di pausa in modo da focalizzare il loro prodotto su altri obiettivi, programmando di tornare con l'evento Supercard of Honor ad aprile 2022.
Il 2 marzo 2022 Tony Khan, già proprietario della All Elite Wrestling, ha acquisito la proprietà ed i diritti d'immagine della Ring of Honor.

## Code of Honor
Il Code of Honor consiste in un insieme di regole che i wrestler devono rispettare durante i match allo scopo di avvicinare lo stile della federazione a quello tipico del wrestling giapponese (il puroresu) e distinguersi così da ogni altra promozione statunitense.

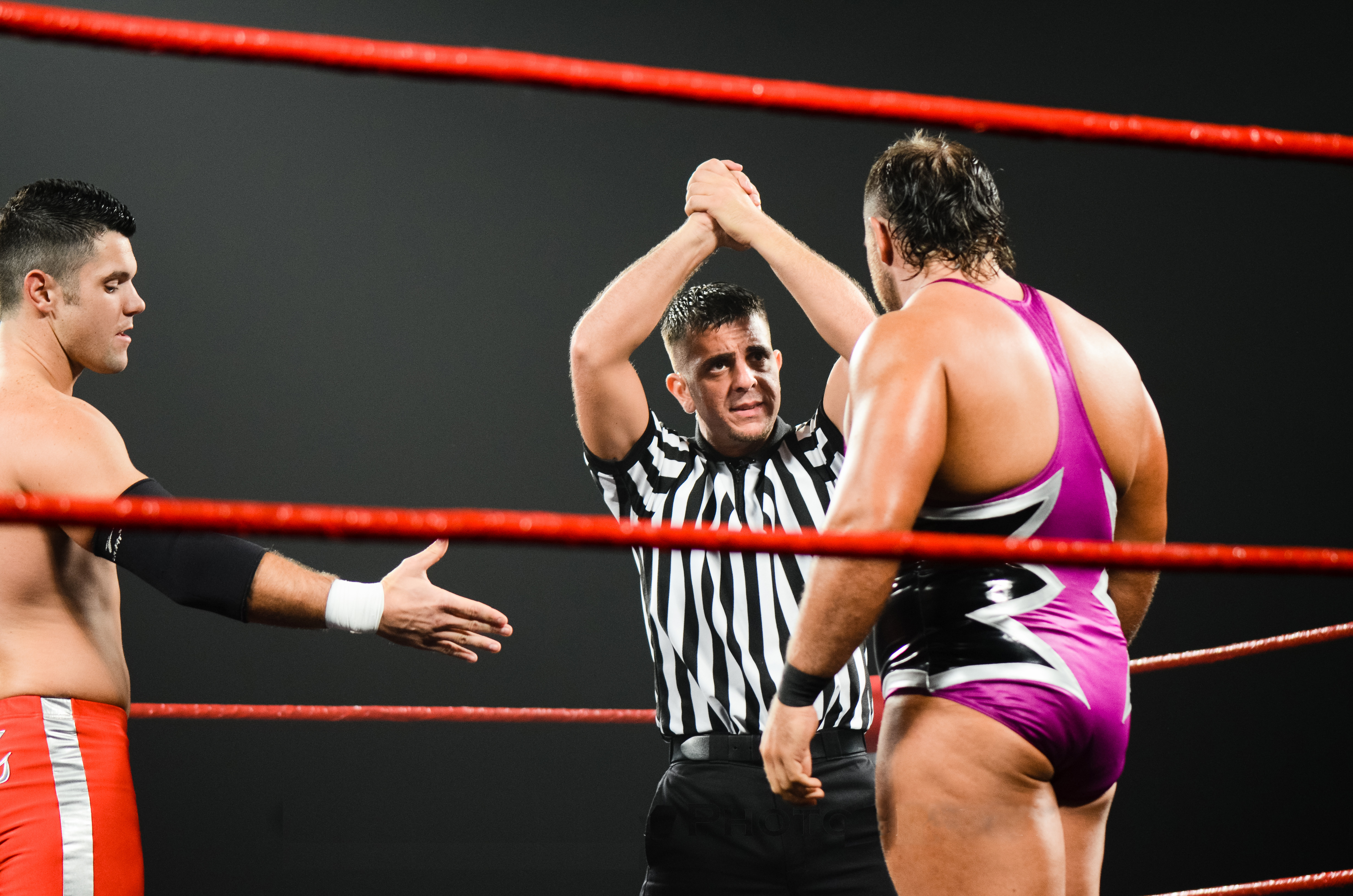
L'arbitro invita Michael Elgin ad applicare il Code of Honor prima del match contro Eddie Edwards

Le cinque regole originali erano molto utili per rendere over gli heel, specialmente la figura di Christopher Daniels, il più importante tra gli heel della ROH, che assieme alla sua stable, The Prophecy, non rispettava il codice, rifiutando in particolar modo la stretta di mano.
All'inizio del 2004 il booker Gabe Sapolsky iniziò a capire che il Code of Honor avesse fatto il suo tempo e pertanto ai wrestlers non fu più richiesto di seguirlo. Il codice ricomparì in seguito in una nuova formulazione:
- Saluta con una stretta di mano il tuo avversario prima e dopo ogni match, se lo rispetti;
- Mantieni alto il livello del match;
- Rispetta l'arbitro.

## Titoli
| Nome                                      | Campione/i                                         | Data             | Evento                 | Fonte  |
| ----------------------------------------- | -------------------------------------------------- | ---------------- | ---------------------- | ------ |
| ROH World Championship                    | Bandido                                            | 6 aprile 2025    | Dynasty                | [ 12 ] |
| ROH Women's World Championship            | Athena                                             | 10 dicembre 2022 | Final Battle           | [ 12 ] |
| ROH Pure Championship                     | Lee Moriarty                                       | 26 luglio 2024   | Death Before Dishonor  | [ 12 ] |
| ROH World Television Championship         | Nick Wayne                                         | 17 aprile 2025   | Spring Breakthru       | [ 12 ] |
| ROH Women's World Television Championship | Red Velvet                                         | 26 luglio 2024   | Death Before Dishonor  | [ 12 ] |
| ROH World Tag Team Championship           | Dustin Rhodes e Sammy Guevara                      | 17 agosto 2024   | AEW Collision          | [ 12 ] |
| ROH World Six-Man Tag Team Championship   | Dustin Rhodes, Ross Von Erich e Marshall Von Erich | 27 luglio 2024   | Battle of the Belts XI | [ 12 ] |

## Hall of Fame
Seguendo l'esempio di altre federazioni, nel 2022 la Ring of Honor ha deciso di istituire la ROH Hall of Fame, per onorare gli atleti che hanno fatto la storia della compagnia. e i primi introdotti per la classe inaugurale del 2022 sono stati Jay e Mark Briscoe, Bryan Danielson, Samoa Joe e CM Punk.